# Фессал (актёр)
Фессал (др.-греч. Θεσσαλός; IV век до н. э.) — античный актёр, которому покровительствовал Александр Македонский.

## Биография
Во время организованной в 336 году до н. э. авантюры тайного сватовства Александра к Аде, дочери карийского сатрапа Пиксодара, Фессал выступил в качестве доверенного посланника наследника македонского престола в Азию. За это Филипп II отдал распоряжение схватить актёра и заковать его в цепи.
В 331 году до н. э., после своего возвращения из Египта, Александр устроил пышные празднества, в которых правители кипрских городов выступили в качестве хорегов. Фессал достался по жребию царю Саламина Никокреону. Однако любимец Александра проиграл состязавшемуся с ним Афинодору. Македонский царь не оказал никакого давления на ход голосования, однако, по словам Плутарха, сказал, что «одобряет судей, но предпочел бы отдать часть своего царства, чтобы не видеть Фессала побежденным».
Также Фессал принимал участие в торжествах организованной в 324 году до н. э. грандиозной свадьбы в Сузах.